# 智利大樓
智利大樓（德語：Chilehaus）是一座位於德國漢堡的10層高的辦公樓。智利大樓是一座1920年代磚塊表現主義建築的代表性作品，設計者是弗里德里希·霍格。大樓修建於1922年至1924年之間。智利大樓為鋼筋混凝土結構，修建時使用了480萬塊磚頭。因委託建設這座大樓的業主通過與智利進行貿易獲得大量財富，因此得名智利大樓。

## 外部連結
- 维基共享资源上的相關多媒體資源：智利大樓
- Speicherstadt and Kontorhaus District with Chilehaus / UNESCO Official Website （页面存档备份，存于）

- Chilehaus webcam from Chilehaus towards Hamburg-Speicherstadt, Elbe Philharmonic Hall and Hamburg Harbour